# Bayerland

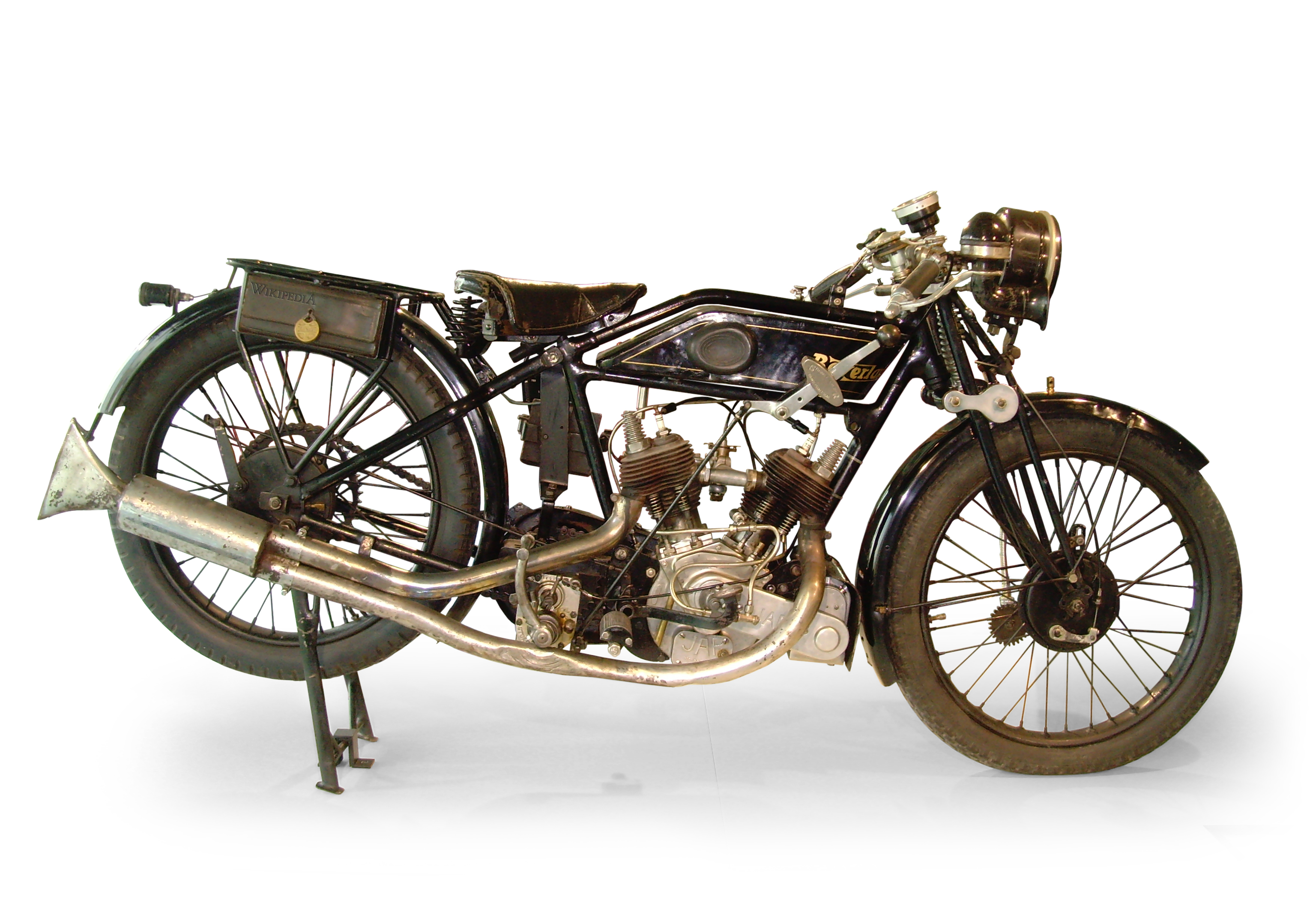
Bayerland-J.A.P. V-Zweizylinder, Viertakt-SV, 680 cm³, 17 PS, Parallelogramm-Vorderradgabel, Hinterrad ungefedert, Höchstgeschwindigkeit 120 km/h, Baujahr 1927

Bayerland war ein deutscher Motorradhersteller, der von 1924 bis 1930 in München bestand.

## Geschichte
Das Unternehmen wurde von Ing. Anton Baierlein gegründet und produzierte Motorräder, die zumeist mit Einbaumotoren des englischen Herstellers J.A.P. mit Hubräumen von 250 bis 500 cm³ ausgestattet waren.
Neben der Serienfahrzeugen baute Bayerland auch Rennmaschinen. Besonders erfolgreich war ein Modell, das mit einem 990-cm³-V2-J.A.P.-Motor ausgerüstet war. Der Mühldorfer Bahnrennfahrer Josef „Sepp“ Giggenbach gewann damit unter anderem 1927 auf dem Nürburgring den Großen Preis von Deutschland in der 1000-cm³-Klasse und krönte sich damit, da das Rennen in diesem Jahr der Lauf um die Motorrad-Europameisterschaft war, zum Europameister. Er fuhr das Rennen über 18 Runden auf der Gesamtstrecke (Nord- und Südschleife) bzw. 509,4 km in 5:58:36,4 Stunden, was einem Durchschnitt von 85,52 km/h entspricht. Zweiter wurde Werner Huth auf Harley-Davidson mit einem Rückstand von fast 16 Minuten. Von zwölf gestarteten Maschinen fuhren sechs das Rennen bis zum Ende. Zwei Jahre später siegte Giggenbach in der großen Klasse auch beim Schleizer Dreiecksrennen.
1930 kam bedingt durch die Weltwirtschaftskrise das Aus für Bayerland.